# Spitz (banda)
Spitz (スピッツ?) es una banda japonesa del Rock alternativo formada en 1987, compuesta por Masamune Kusano (vocalista y guitarrista), Tetsuya Miwa (guitarrista), Akihiro Tamura (bajista) y Tatsuo Sakiyama (batería).

## Biografía
Spitz fue formado en el año 1987 en Tokio, cuando sus miembros eran estudiantes universitarios. Tras varias actuaciones en casas en directo como Shinjuku Loft, publicaron su primer álbum homónimo, "Spitz", el 25 de marzo de 1991. Luego, lanzaron los discos siguientes uno tras otro, Namae wo Tsuketeyaru (1991), Aurora ni Narenakatta Hito no Tameni (1992), Hoshi no Kakera (1992) y Crispy (1993), con los que no tuvieron un gran éxito comercial. Sin embargo, Kimi ga Omoide ni Naru Maeni de Crispy se convirtió en una canción popular en ese entonces.
Su reconocimiento aumentó con los sencillos Sora mo Toberu Hazu y Aoi Kuruma, incluidos en el álbum Sora no Tobikata (1994). En aquellos momentos, a menudo aparecieron en programas musicales de televisión. En 1995, llegaron a ser extraordinariamente popular con el sencillo Robinson y Namida ga Kirari (número de la venta del primero es de unos 1,6 millones, y del otro, un 1 millón). Gracias a estas dos canciones, el álbum Hachimitsu (1995) es su obra más conocida y vendida (1,7 millones de discos). A continuación, publicaron Indigo no Chiheisen (1996), del cual el sencillo Cherry no se ha perdido pupularidad hasta ahora.
A pesar de estar en el apogeo de la fama, decidieron cambiar el estilo de rock para que la gente no les considerara como una banda de pop, sino de rock. Con Fake Fur (1998), Hayabusa (2000) y Mikazuki Rock (2002) demostraron su calidad de rock.
Después, lanzaron los álbumes Souvenir (2005), Sazanami CD (2007), Togemaru (2010), Chiisana Ikimono (2013) y Samenai (2016). Este año Spitz ha cumplido 30 aniversario y sus miembros, 50 años, así que se va a tener lugar la gira "Thirty30Fifty50" por todo Japón.